# Marília Pêra

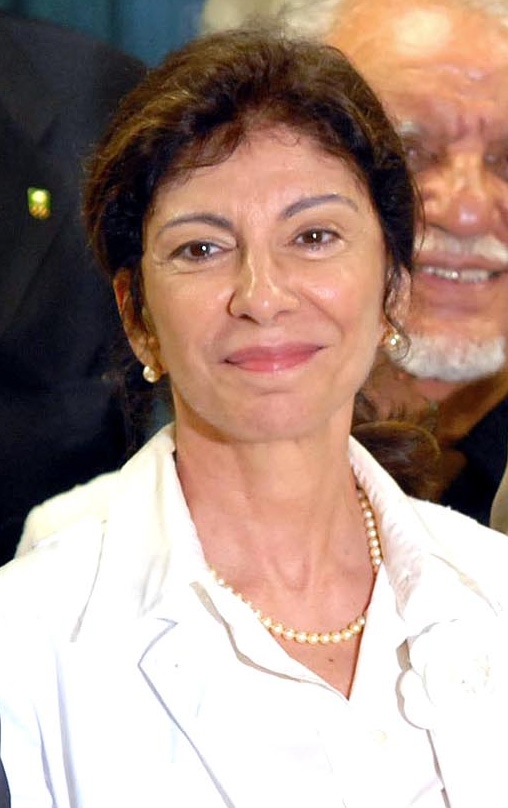
Marília Pêra (2006)

Marília Marzullo Pêra (anhörenⓘ * 22. Januar 1943 in Rio de Janeiro; † 5. Dezember 2015 ebenda) war eine brasilianische Schauspielerin.

## Leben

Marília Pêra (1970).

### Ausbildung und erste Filmrollen
Marília Pêra wurde 1943 als Marília Marzullo Pêra in Rio de Janeiro geboren. Sie entstammte einer Künstlerfamilie und wurde bereits im Alter von vier Jahren von ihrem Vater Manuel Pera, einem gebürtigen Portugiesen, ihrer Mutter Dinorá Marzullo und ihrer italienischen Großmutter Antonia Marzullo an die Schauspielerei herangeführt. 1948 stand sie in dem Theaterstück Medéia auf der Bühne. Pêra, die zwölf Jahre Ballett studierte, begann ihre Karriere 1965 mit Engagements in drei brasilianischen Fernsehserien des Schauspielers, Regisseurs und Drehbuchautors Graça Mello, darunter die Titelrolle in Rosinha do Sobrado. Ein Jahr später war sie in ihrem ersten Kinofilm zu sehen. Eduardo Coutinhos Komödie O Homem Que Comprou o Mundo (1966) berichtet von einem fiktiven Land, in dem ein Staatsbeamter eine Erbschaft von drei Billionen US-Dollar macht. Pêra war daraufhin sowohl in Fernsehserien als auch Filmen, vorwiegend Komödien, zu sehen, ehe sie 1975 unter der Regie Héctor Babencos in ihrem ersten Drama agierte. King of the Night, Babencos zweite Regiearbeit und erster Kinofilm, ist in den 1940er Jahren in São Paulo angesiedelt und handelt von dem jungen Bohemien Tertuliano (gespielt von Paulo José), der sich in die singende Prostituierte Pupe verliebt. Der brasilianische Filmemacher sollte Marília Pêra sechs Jahre später erneut die Rolle einer Prostituierten in Asphalt-Haie (1981) anvertrauen. In dem Sozialdrama erzählt Babenco in schockierenden Bildern die Geschichte des zehnjährigen Straßenkindes Pixote (gespielt von dem elfjährigen Laiendarsteller Fernando Ramos Da Silva), der versucht nach Aufenthalten in einem Erziehungsheim und bei einem Rauschgifthändler ein Familienleben mit der Prostituierten Sueli zu improvisieren. Der Film avancierte zum internationalen Erfolg bei Kritikern und wurde unter anderem mit den Preisen der Filmkritikervereinigungen von Los Angeles, New York und einer Golden-Globe-Nominierung bedacht. Ebenso von der Kritik gelobt wurde die schauspielerische Leistung Marília Pêras, der die Ehre zuteilwurde, als erste südamerikanische Schauspielerin mit einem nordamerikanischen Darstellerpreis geehrt zu werden – am 3. Januar 1982 wurde sie als Beste Hauptdarstellerin von der National Society of Film Critics ausgezeichnet. Im selben Monat sollte Pêra auch den Hauptdarstellerpreis der Filmkritikervereinigung von Boston erhalten.

### Erfolg in Brasilien

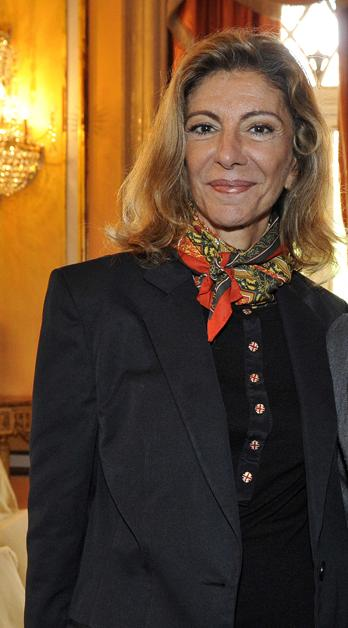
Marília Pêra (2012)

Während der Erfolg von Asphalt-Haie Héctor Babenco nach Hollywood führen sollte, kehrte Marília Pêra zum brasilianischen Fernsehen zurück, wo sie im Jahr 1982 mit der Alice in der Fernsehserie Quem Ama Não Mata eine wiederkehrende Rolle bekleidete. Ein Jahr später war sie nach Se Segura, Malandro! (1978) zum zweiten Mal unter der Regie Hugo Carvanas in der Komödie Bar Esperança zu sehen. Der Film handelt von einer Reihe exzentrischer Intellektueller und Künstler, die versuchen, eine populäre Bar an Rio de Janeiros Strand Ipanema vor dem Abriss zu bewahren. Beide Rollen brachten Pêra Lob seitens der Kritiker ein, und sie erhielt 1983 und 1984 die Darstellerpreise der São Paulo Association of Art Critics Awards sowie für Bar Esperança die Auszeichnung als Beste Hauptdarstellerin auf dem brasilianischen Gramado Film Festival. Von Kritikern und Publikum als eine der vollendetsten und wandlungsfähigsten brasilianische Aktricen gefeiert, holte sie der US-amerikanische Regisseur Paul Morrissey, Kollaborateur Andy Warhols, in die Vereinigten Staaten, wo er mit ihr, begeistert von Pêras Darstellung in Asphalt-Haie, seinen Film Mixed Blood – Die Ratten von Harlem inszenierte. Dem Actionfilm um brasilianische Drogendealer in New York City war jedoch nur wenig Erfolg beschieden.
Nach dem Debüt in ihrer ersten englischsprachigen Produktion kehrte Marília Pêra in ihre Heimat Brasilien zurück, wo sie mit Wilson Barros’ Drama Anjos da Noite (1987) und der Rolle der Rafaela Alvaray in der Fernsehserie Brega & Chique an vorangegangene Erfolge anknüpfen konnte und zu einer der meistprämierten Schauspielerinnen in ihrer Heimat avancierte. Von der renommierten US-amerikanischen Kritikerin Pauline Kael (1919–2001) als eine der zehn besten Schauspielerinnen der 1980er Jahre betitelt, war Pêra Anfang der 1990er Jahre gänzlich von der Kinoleinwand verschwunden und nur noch sporadisch im Fernsehen zu sehen. 1995 trat sie in einer Nebenrolle in Monique Gardenbergs englischsprachigen Film The Interview wieder in Erscheinung, ehe sie ein Jahr später für Carlos Diegues’ Komödie Tieta do Brasil an der Seite von Sônia Braga ihren vierten Darstellerpreis von der São Paulo Association of Art Critics Awards erhielt. 1998 gab ihr Walter Salles einen kleinen Part in seinem preisgekrönten Roadmovie Central Station an der Seite von Fernanda Montenegro. 1999 folgte die Rolle der reichen und stolzen Witwe Ana de Lara in Paulo Cesar Saracenis Drama O Viajante, für die sie mit einer Nominierung als Beste Hauptdarstellerin für den Cinema Brazil Grand Prize bedacht wurde. Marília Pêra trat danach wieder vermehrt im brasilianischen Fernsehen in Erscheinung. 2006 war in der US-amerikanischen Tragikomödie Living the Dream unter anderem Sean Young ihre Filmpartnerin, zuvor hatte sie in dem Fernseh-Mehrteiler JK zusammen mit José Wilker das brasilianische Präsidentenehepaar Juscelino und Sara Kubitschek porträtiert. Ebenfalls im Jahr 2006 folgte ein Auftritt in Allan Filtermans Komödie Embarque Imediato und eine wiederkehrende Rolle in der brasilianischen Fernsehserie Cobras & Lagartos. In Embarque Imediato verführt sie, an der Seite ihrer elf Jahre jüngeren Schwester Sandra Pêra, als erfahrene Justina den 22-jährigen Wagner (gespielt von Jonathan Haagensen). Parallel neben ihrer Karriere im Film und Fernsehen verfolgte Marília Pêra auch eine Karriere im Theater. Ihr professionelles Debüt auf der Bühne feierte sie 1967 in dem Musical A Úlcera de Ouro von Hélio Bloch. Im Jahr 1972 war sie als Carmen Miranda (1909–1955) in Ary Fontouras Stück A Pequena Notável zu sehen. Als Hommage an die brasilianische Hollywood-Diva nahm Pêra 1995 im New Yorker Lincoln Center an der Show A Tribute to Carmen Miranda teil. Sie trat ebenfalls in Shows im traditionellen Teatro Rival in Rio de Janeiro auf und schlüpfte 2004 für Maria Adelaide Amarals Stück Mademoiselle Chanel in die Rolle der bekannten französischen Modeschöpferin Coco Chanel (1883–1971), die sie auch an der Pariser Comédie des Champs-Elysées interpretierte.

### Privatleben
Pêra war dreimal verheiratet. Von 1960 bis 1962 war die Schauspielerin die Ehefrau von Paulo Graça Mello, Sohn von Graça Mello, unter dem sie ihre Karriere begann. Aus der Ehe entstammte ein Sohn, der Schauspieler Ricardo Graça Mello (* 1961). Von 1972 bis 1987 war Pêra mit dem brasilianischen Komponisten und Journalisten Nelson Motta verheiratet. Aus dieser Ehe gingen die beiden Töchter Esperança Motta (* 1975) und Nina Morena (* 1980) hervor, die wie ihre Mutter ins Schauspielfach wechselten.
Marília Pêra starb am 5. Dezember 2015 im Alter von 72 Jahren in ihrem Haus in Rio de Janeiro an den Folgen ihrer Lungenkrebserkrankung.

## Filmografie (Auswahl)
- 1965: Rosinha do Sobrado (Fernsehserie)
- 1966: Um Rosto de Mulher (Fernsehserie)
- 1968: Beto Rockfeller (Fernsehserie)
- 1970: É Simonal
- 1975: King of the Night (O Rei da Noite)
- 1981: Asphalt-Haie (Pixote: A Lei do Mais Fraco)
- 1982: Quem Ama Não Mata (Fernsehminiserie)
- 1983: Bar Esperança
- 1985: Mixed Blood – Die Ratten von Harlem (Mixed Blood)
- 1987: Anjos da Noite
- 1987: Brega & Chique (Fernsehserie)
- 1988: O Primo Basílio (Fernsehminiserie)
- 1989: Dias Melhores Virão
- 1995: Tödliche Zeilen (Jenipapo)
- 1996: Tieta do Brasil (Tieta do Agreste)
- 1998: Central Station (Central do Brasil)
- 1999: O Viajante
- 2000: Amélia
- 2000: Brava Gente (Fernsehserie)
- 2001: Os Maias (Fernsehminiserie)
- 2002: Seja o que Deus Quiser
- 2003: Garrincha – Estrela Solitária
- 2004–2005: Começar de Novo (Fernsehserie, 126 Episoden)
- 2006: JK (Fernsehminiserie)
- 2006: Acredite, um Espírito Baixou em Mim
- 2006: Living the Dream
- 2006: Vestido de Noiva
- 2006: Cobras & Lagartos (Fernsehserie, 130 Episoden)
- 2007–2008: Duas Caras (Fernsehserie, 151 Episoden)
- 2008: Polaróides Urbanas
- 2008: Nossa Vida Não Cabe Num Opala
- 2008: Xuxa e as Noviças (Fernsehfilm)
- 2009: Embarque Imediato
- 2010: A Vida Alheia (Fernsehserie, 20 Episoden)
- 2011: Aquele Beijo (Fernsehserie)
- 2013–2014: Pé na Cova (Fernsehserie, 36 Episoden)

## Auszeichnungen (Auswahl)
Boston Society of Film Critics Awards
- 1982: Beste Hauptdarstellerin für Asphalt-Haie

Cinema Brazil Grand Prize
- 2005: nominiert als Beste Darstellerin für O Viajante

Gramado Film Festival
- 1983: Beste Hauptdarstellerin für Bar Esperança
- 1987: Beste Hauptdarstellerin für Anjos da Noite

Havana Film Festival
- 1996: Beste Nebendarstellerin für Tieta do Brasil

National Society of Film Critics Awards
- 1982: Beste Hauptdarstellerin für Asphalt-Haie

Prêmio Contigo
- 2005: nominiert als Beste Nebendarstellerin in einer Fernsehserie für Começar de Novo
- 2007: nominiert als Beste Nebendarstellerin in einer Fernsehserie für Cobras & Lagartos
- 2008: Beste Nebendarstellerin in einer Fernsehserie für Duas Caras

São Paulo Association of Art Critics Awards
- 1983: Beste Hauptdarstellerin in einer Fernsehserie für Quem Ama Não Mata
- 1984: Beste Hauptdarstellerin für Bar Esperança
- 1988: Beste Hauptdarstellerin in einer Fernsehserie für Brega & Chique
- 1997: Beste Nebendarstellerin für Tieta do Brasil